# Abergele (Conwy)

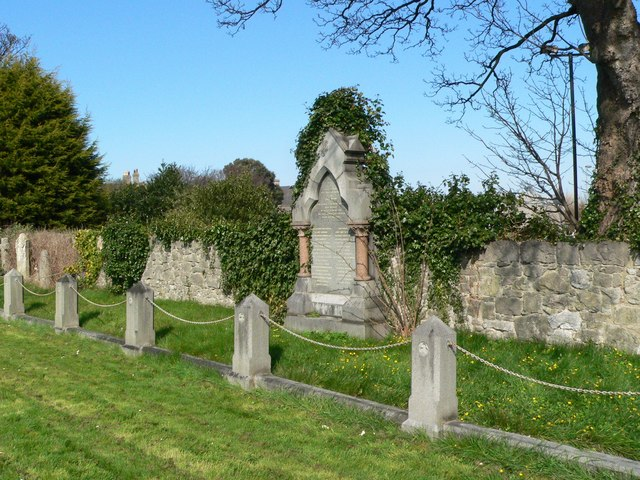
Abergele: Il memoriale in ricordo delle vittime della sciagura ferroviaria del 1868

Abergele è una città di circa 10.000 abitanti della costa nord-orientale del Galles, facente parte del distretto unitario di Conwy ed affacciata sulla baia di Liverpool (Mare d'Irlanda).

## Geografia fisica

### Collocazione
Abergele si trova nella parte nord-orientale del distretto di Conwy, tra Colwyn Bay e Rhyl (rispettivamente ad est della prima e ad ovest della seconda), a circa 20 km a nord/nord-ovest di Denbigh (Denbighshire) e a circa 27 km ad ovest di Holywell (Flintshire).

## Storia

### Il disastro ferroviario di Abergele
Il 20 agosto 1868, Abergele fu il luogo di una sciagura ferroviaria, la più grave mai avvenuta prima in Gran Bretagna, che causò la morte di 33 persone.

## Monumenti e luoghi d'interesse

### Architetture civili

#### Gwrych Castle
Tra gli edifici d'interesse di Abergele, figura il Gwrych Castle, un castello eretto nel 1819 per Lloyd Hesketh Bamford-Hesketh.

## Società

### Evoluzione demografica
Al censimento del 2001, Abergele contava una popolazione pari a 10.016 abitanti, di cui 5.408 erano donne e 4.608 erano uomini. Nel 1991, contava invece 9.681 abitanti.